# بولس الثاني شيخو
هو بطريرك الكنيسة الكلدانية الكاثوليكية من سنة 1958 إلى 1989.

## حياته
ولد في 19/نوفمبر/1906 في بلدة ألقوش التي تقع شمالي العراق أصبح اسقفا 16/فبراير/1930 وفي 4/مايو/1947 أصبح مطرانا لمطرانية عقرة وفي عام 1958 أصبح بطريركا للكنيسة الكلدان الكاثوليك بدلا من يوسف غنيمة وفي عام 1989 تولى روفائيل بيداويد رئاسة البطريركية بدلًا عنه.